# جهة إيداع
جهات الإيداع هي كيانات تؤتمن على ممتلكات ذات قيمة.

## القانون الدولي
في القانون الدولي، جهات الإيداع هي حكومة أو مؤسسة يُعهد إليها معاهدة متعددة الأطراف. وترد الوظائف الرئيسية لجهات الإيداع في المادة 77 من اتفاقية فيينا بشأن قانون المعاهدات.

### المملكة المتحدة
تعملوزارة الخارجية البريطانية حاليًا كجهة إيداع للوثائق مثل اتفاقية إنقاذ رواد الفضاء وعودة رواد الفضاء وعودة الأجسام التي تم إطلاقها إلى الفضاء الخارجي ودستور اليونسكو واتفاقية حظر استحداث وإنتاج وتكديس الأسلحة البكتريولوجية (البيولوجية) والسُمية وتدمير تلك الأسلحة. يتم توفير نسخ عامة من قِبل شركة ستاشينري أوفيس والمكتبة البريطانية.

### الولايات المتحدة
تُعتبر وزارة الخارجية الأمريكية حاليًا جهة إيداع لأكثر من 200 معاهدة متعددة الأطراف، بما في ذلك ميثاق الأمم المتحدة واتفاقية الطيران المدني الدولي ومعاهدة حلف شمال الأطلسي والنظام الأساسي للوكالة الدولية للطاقة الذرية ومعاهدة المبادئ المنظمة لأنشطة الدول في ميدان استكشاف واستخدام الفضاء الخارجي بما في ذلك القمر والأجرام السماوية الأخرى ومعاهدة عدم انتشار الأسلحة النووية. بشكل عام، تنفذ الولايات المتحدة مسؤولياتها وفقًا لإرادة كل معاهدة فردية أو، بدلاً من هذا الحكم، وفقًا لاتفاقية فيينا بشأن قانون المعاهدات.

## وصلات خارجية
- SUMMARY OF PRACTICE OF THE SECRETARY-GENERAL AS DEPOSITARY OF MULTILATERAL TREATIES ST/LEG/7/Rev.l United Nations, 1994 ISBN 92-1-133477-2